# LGA1155
LGA1155（別名：Socket H2）は、ランド・グリッド・アレイ (Land grid array) を採用したインテル製CPUソケットで、LGA1156の後継にあたる規格である。

## 概要
Sandy BridgeとIvy Bridgeに対応しており、メインストリームCPU用となる。2011年の第1四半期に発表された。外観は、LGA1156と比較した場合、切欠きの位置が異なり、ランド（陸＝平たい接点）の数が一つ減り、1155個である。LGA1155以外のLGA115x系（LGA1156、LGA1150、LGA1151）との互換性はない。ただし、CPUクーラー、ヒートシンクの取り付け穴の配置は、LGA115x系と同一であり、互換性を持つ。

## 採用製品
CPU
- Intel
  - Sandy Bridge
  - Ivy Bridge

チップセット
- Intel
  - 6 Series / C200 Series
  - 7 Series / C216